# Słoboda (obwód iwanofrankiwski)
Słoboda (ukr. Слобода, pol. hist. Słoboda Rungurska) – wieś na Ukrainie w rejonie kołomyjskim obwodu iwanofrankiwskiego.

## Historia
Ze Słobodą Rungurską był związany przedsiębiorca Naftowy Stanisław Szczepanowski, który w 1879 założył we wsi kopalnię ropy naftowej. Osada przemysłowa w Słobodzie Rungurskiej została założona przez Stanisław Szczepanowskiego i Feliksa Vincenza.
Z inicjatywy Stanisława Szczepanowskiego około 1890 został wybudowany kościółek w Słobodzie Rungurskiej, który w 1938 został odnowiony staraniem Związku Strzeleckiego z Kazimierzem Vincenzem na czele. 
W II Rzeczypospolitej wieś w powiecie kołomyjskim województwa stanisławowskiego.
Przed 1939 w Słobodzie Rungurskiej działała szkoła (kierownik: Tadeusz Stenzel), Oddział Związku Strzeleckiego. 
W latach 1943–1944 nacjonaliści ukraińscy z OUN-UPA zamordowali tutaj 12 Polaków.

## Urodzeni
W Słobodzie Rungurskiej urodzili się:
- Stanisław Vincenz
- Zdzisław Lewicki